# Magyar Nép (hetilap)
Magyar Nép Politikai, gazdasági, szépirodalmi képes hetilap. A Minerva Rt. támogatásával 1921. november 25-től 1944. szeptember 9-ig Kolozsvárt jelent meg.

## Szerkesztői, témái, rovatai
Főszerkesztője 1943 szeptemberéig Gyallay Domokos (aki valójában csak 1940 végéig vezette a lapot), mellette 1924 szeptemberéig Naláczy István, majd 1927 júniusáig Petres Kálmán a felelős szerkesztő. 1928-tól mezőgazdasági rovatszerkesztő, 1928 júniusától 1941-ig felelős szerkesztő és ügyvezető igazgató Szász Ferenc. 1941 januárjától Dávid Iván, júliusától Nemes István a felelős szerkesztő, mellettük felelős kiadóként mindvégig Tóth Kálmán jegyzi a lapot.
A Magyar Nép elsősorban a falusi gazdálkodók, a városi iparosok és kereskedők igényeit akarta kielégíteni. Cikkeinek nagy érdeme, hogy a gazdasági, politikai, művelődési élet eseményeiről is nyújtottak könnyen érthető tájékoztatást.
Az 1920-as években ipari rovata egy iparos szaklapot is pótolt, bemutatta az egyes iparágak országos helyzetét, megmagyarázta az új törvényeket, beszámolt a piaci viszonyokról, s gondot fordított a továbbképzésre. Még nagyobb szerepet vállalt magára mezőgazdasági és szövetkezeti kérdésekben. Korszerű gazdálkodási módszerekre nevelte a kisgazdákat, a gyümölcs- és takarmánytermesztést szorgalmazta, hírt adott a nemesített magvak, fajállatok, új gazdasági gépek, felszerelések előnyeiről. Sőt a gazdaasszonyokat is oktatta baromfitenyésztésre, konyhakertészetre. Állandó kapcsolatot tartott fenn az EMGÉ-vel. Ipari-szövetkezeti téren Dévald László, Szemerjai Sándor, Veress Endre, Drexler Béla, Adorjáni Károly, Ferencz József, míg mezőgazdasági vonatkozásban P. Nagy Sándor, Szentkirályi Sándor, Szentkirályi Ákos, Nagy Endre, Cs. Lázár László, Páter Béla, Gyalui Rosenberger Sándor, Török Bálint szerepelt több cikkel.
Az ismeretterjesztés és a tudománynépszerűsítés vonalán a romániai magyar művelődési élet legkiemelkedőbb képviselőit sorakoztatta fel, s minden kulturális eseményről, évfordulóról azonnal értesítette – megfelelő magyarázat kíséretében – az olvasókat. Az állandó munkatársak között volt Csűry Bálint, Boros György, György Lajos, Kristóf György, Vásárhelyi János, Bitay Árpád, Tavaszy Sándor, Rass Károly, Trefán Leonárd, Kiss Ernő, id. Grandpierre Emil, Kádár József, Gyalui Farkas, Járosi Andor, Vári Albert. Gál Kelemen tanügyi-pedagógiai cikkekkel, Rajka László és Kántor Lajos fordításokkal is szerepelt. Rajka a sváb nemzetiségről cikkezett. Seprődi János Bartók Béláról, Nagy Sándor Ady Endréről közölt portrét. Az Erdély jeles szülöttei című rovat bemutatta nagyjainkat, kultúrintézeteinket. A történészekre hárult a tankönyvekből kiszorult magyar és különösen erdélyi történelem eseményeinek felidézése. Buday Árpád, Karácsonyi János, Bíró Vencel és Ferenczi Sándor írásai mellett különösen Kelemen Lajos állandó rovata, az egy-egy falu műemlékeit bemutató "Honismeret" figyelemre méltó.
A természettudományba és a földrajztudományi-földtani ismeretekbe Balogh Ernő, Bányai János, Gelei József, Teleky Dezső, Xántusné Paull Aranka, valamint a más témájú cikkeket is gyakran jegyző Tulogdy János vezette be az olvasókat. Az orvosi felvilágosító írásoknak Gergely Endre, majd Jancsó Ödön a szerzője. Az 1920-as évek közepére kialakult a lap állandó rovatbeosztása: Külföld, Belpolitika, Hírek (újdonságok, érdekességek), Könyvek, Művelődési mozgalmak, Mezőgazdaság (állat-, termény- és piaci árak jegyzékével), Mulattató (szépirodalom), Kérdések – szerkesztői üzenetek.
1928-tól, mikor részben Szász Ferenc vette át a szerkesztést, a lap fokozottabban a falusi lakosság felé fordult, az EMGE tevékenységét népszerűsítette. Figyelemre méltó a szászok gazdálkodását bemutató különszám. Ekkor indítottak harcot a faluhelyen elterjedt ponyvaregény ellen, folytatásos regény közlésével. Ez évben indította meg Vásárhelyi János Az Életből az Életnek c. erkölcsi-nevelő jellegű meditációk több mint egy évtizeden át vissza-visszatérő rovatát. Rövidebb életű az 1929-ben indult „A nő” c. rovat Gyallay Domokosné, Bethlen Györgyné és Kovács Dezsőné közreműködésével; az 1933-ban megindított „Ifjúság” rovat sem vált be. Az 1930-as évek elején néhány fiatalabb munkatársa akadt a lapnak Balázs Ferenc, Debreczeni László, Demeter Béla, Demeter János és László Dezső személyében. A lapot szellemében nem sikerült megújítani, egyre inkább elszíntelenedett. Több alkalommal is cikket, beszámolót közöltek a dániai mezőgazdaságról.
1935-36-ban a szerkesztőség egy-egy tájegység falvaiban Magyar-, ill. Kultúrnapokat rendezett, ezeken felkért előadók mezőgazdasági és közművelődési kérdésekről beszéltek. 1938-tól Kis Koszorú címmel, majd cím nélkül Ölbey Irén és K. Tóth Lenke közreműködésével elég rendszeresen 8 lapos gyermekmellékletet jelentettek meg. 1939-től Művelődési mozgalmak c. rovatuk a magyar és az egyetemes művelődéstörténet nagy eseményeit mutatta be. A mezőgazdasági rovatba ekkoriban kapcsolódott be munkatársként Kleisl Gyula, Bodor Kálmán, Konopi Kálmán, a pusztakamarási Szász István, Szász Ferenc, Gidófalvi István, az ipari-szövetkezeti cikkek egy részét Oberding József György írta.
Az 1940-es években a háborús események nyomták rá bélyegüket a lapra, sok az aláírás nélküli cikk, híranyag; 1943-tól az újjáalakult EMKE falupolitikáját szolgálták. Valamelyes fellendülést 1943 végén és 1944-ben lehetett tapasztalni. Újra előtérbe kerültek a történeti-művelődési írások.
A lap politikai vonalon mindvégig a Minerva Rt.-t támogató OMP, ill. Erdélyi Párt szócsöve volt, részt vett e pártpolitika népszerűsítésében, megmagyarázásában, a választások előkészítésében. Balogh Artúr, Sulyok István, Gyárfás Elemér, Várady Aurél, Zágoni István, Paál Árpád, Demeter Béla vezércikkei, jegyzetei a nemzetiségi jogokat is megmagyarázták, rámutattak például a névbejegyzés körüli törvénytelenségekre.
A Magyar Nép Mulattató rovatában közölt szépirodalmi anyag a főszerkesztő konzervatív ízlését tükrözte. Felfogása szerint a kevésbé művelt rétegek csak a népnemzeti költészet termékeit képesek megérteni, élvezni. Így a klasszikusok mellett a magyarországi kortárs írók, költők közül kevesen (Vargha Gyula, Endrődi Sándor, Jakab Ödön, Lampérth Géza, Móra Ferenc) szerepeltek e rovatban, az erdélyiek közül is alig néhányszor bukkant fel Reményik Sándor, Áprily Lajos, Tompa László és Szombati-Szabó István neve. Annál gyakrabban olvashatók Szabolcska Mihály, Benedek Elek, Kovács Dezső, Serestély Béla, Mael Ferenc, Pálffi Márton, Földes Zoltán, Nikodémusz Károly, Halmágyi Samu, Dózsa Endre, Farczádi Sándor, L. Ady Mariska, Finta Gerő versei, elbeszélései. Az 1930-as évek végén már Kiss Jenő, az 1940-es években pedig Nyirő József, Nagy Elek, Horváth István, Kovács György, a budapestiek közül Móricz Zsigmond és Szabó Dezső írásai hódítottak teret.
A Magyar Népet eleinte Szopos Sándor, majd Tóth István és Hankó János illusztrálta. Különösen értékes Tóth A magyar díszítés alapformái c. rajzsorozata, melyet 1939-ben kötetben is kiadott. A Magyar Nép a két világháború közötti legnépszerűbb hetilap volt, példányszáma elérte a 17-18 ezret.
A Magyar Nép szerkesztői állították össze és munkatársai írták az 1921 és 1943 között évente megjelenő Erdélyi Magyar Naptárt. Hasonló jellegű cikkeket tartalmazott, mint maga a hetilap.